# Sahuasiray (montaña)
Sahuasiray (posiblemente del quechua sawa matrimonio, siray coser), Sawasiray, Colque Cruz o Ccolque Cruz (posiblemente del aimara y quechua qullqi plata, dinero, del español cruz, "cruz de plata"), es una de las montañas más altas de la cordillera de Urubamba en los Andes del Perú, con aproximadamente 5.818 metros (19.088 pies) de altura. Se encuentra en la Región Cusco, Provincia de Calca, al noroeste de Calca. Se ubica al noreste de Chicón y Canchacanchajasa, al sureste de Sirihuani y al noroeste de Condorhuachana.

## Alpinismo
Primer ascenso: 
- Sahuasiray N: 1-1963 a través de la arista este
- Sahuasiray S: 1-1968